# Lennart Lundborg
Lennart Harald Valdemar Lundborg, född 28 september 1931 i Norrköping, är en svensk antikvarie. 
Lennart Lundborg avlade filosofie kandidatexamen vid Uppsala universitet 1958 och filosofie licentiatexamen vid Lunds universitet 1967. Han blev amanuens vid Hallands museum 1960, antikvarie där 1963 samt landsantikvarie och intendent 1973. Lundborg var länsantikvarie vid Länsstyrelsen i Hallands län 1977–1996. Han har publicerat kulturhistoriska och arkeologiska uppsatser i årsskrifter, till exempel för Föreningen Gamla Halmstad, samt i dagspress.
Lennart Lundborg är måg till Erik Sköld.